# Saccamminoides
Saccamminoides es un género de foraminífero bentónico de la subfamilia Polysaccammininae, de la familia Polysaccamminidae, de la superfamilia Psammosphaeroidea, del Suborden Saccamminina y del orden Astrorhizida. Su especie tipo es Saccamminoides carpathicus. Su rango cronoestratigráfico abarca el Ypresiense (Eoceno inferior).

## Discusión
Clasificaciones previas incluían Saccamminoides en la subfamilia Ammosphaeroidininae, de la familia Ammosphaeroidinidae, de la superfamilia Haplophragmioidea, así como en el suborden Textulariina del orden Textulariida

## Clasificación
Saccamminoides incluye a las siguientes especies:
- Saccamminoides carpathicus †
- Saccamminoides sparsus †
- Saccamminoides tumidus †